# مک‌دونالد، دتوایلر و شرکاء
مک‌دونالد، دتوایلر و شرکاء (به اختصار ام دی ای -MDA-) یک شرکت چندملیتی ارتباطات و فناوری کانادایی است. شرکت ام دی ای، شعبه‌های مختلفی در سراسر کانادا و آمریکا دارد.
مهم‌ترین محصولات این شرکت شامل کانادارم که توسط شاتل فضایی ناسا استفاده شده و همچنین کانادارم۲ و دکستر که توسط ایستگاه فضایی بین‌المللی مورد استفاده قرار گرفتند می‌شود.
ام دی ای، راه‌کارهای عملیاتی برای مشتریان دولتی و بازرگانی در حوزه‌های زیر ارائه می‌دهد:
- مراقبت‌های هوایی
- ایستگاه زمینی ماهواره‌ای
- سامانه اطلاعاتی دریایی
- سامانه اطلاعاتی هوانوردی
- خدمات اطلاعات مکانی شامل توزیع داده ماهواره‌ای، ارزش افزوده اطلاعاتی، خدمات اطلاعاتی
- ماهواره مخابراتی
- زیر مجموعه‌های ماهواره مخابراتی و سامانه زمینی
- ماهواره‌های مخابراتی بازرگانی
- تحقیقات در مورد جراحی به کمک ربات از طریق برنامه توسعه بازوی نورو این شرکت
- مهندسی رباتیک فضایی، اطلاعات ماهواره‌ای و بار مفید سامانه‌ها
- رادار و شبیه‌سازی بصری ماهواره‌ای و سنجش از دور

## تاریخچه
- ۲۰۱۲ - خریداری اس اس ال به ارزش ۸۷۵ میلیون دلار که‌ام دی ای را تبدیل به یکی از شرکت‌های پیشتاز ارتباطات ماهواره‌ای کرد[۱]
- ۲۰۰۸ - دولت کانادا جلوی فروش ام دی ای به شرکت ای تی کی را گرفت[۲]
- ۲۰۰۸ - اعلان فروش بخشی از شرکت که پروژه کانادارم را طراحی و توسعه داده بودند به شرکت ای تی کی به ارزش ۱٫۳۲۵ میلیارد دلار که در نهایت توسط دولت فدرال کانادا رد شد.[۳]
- ۲۰۰۷ - به عنوان یکی از ۱۰۰ کارفرمای برتر کانادا توسط مجله مکلینز شناخته شد[۴]
- ۲۰۰۵ - خریداری ای ام اس (EMS) تکنولوژی به ارزش ۸٫۹ میلیون دلار
- ۲۰۰۴ - خریداری شرکت مارشال و سوئیفت به ارزش ۳۳۷٫۸ میلیون دلار
- ۲۰۰۳ - خریداری شرکت میلار و برایس به ارزش ۲۱٫۳۲ میلیون دلار
- ۲۰۰۲ - خریداری شرکت داینکس به ارزش ۳٫۱ میلیون دلار (به عنوان MDA US Systems, LLC در هیوستون قرار دارد)
- ۲۰۰۰ - شرکت اوربیتال ساینسز کورپوریشن سهام خریداری شده ام دی ای را در زمان عرضه_اولیه_سهام از دست داد
- ۱۹۹۶ - خریداری شرکت لوتک
- ۱۹۹۵ - سهام شرکت ام دی ای توسط اوربیتال ساینسز کورپوریشن به مبلغ ۶۷ میلیون دلار خریداری شد
- ۱۹۶۹ - تأسیس شرکت ام دی ای توسط جان مک‌دونالد و ورن دتوایلر